# Schmid von Grüneck (Ilanz)

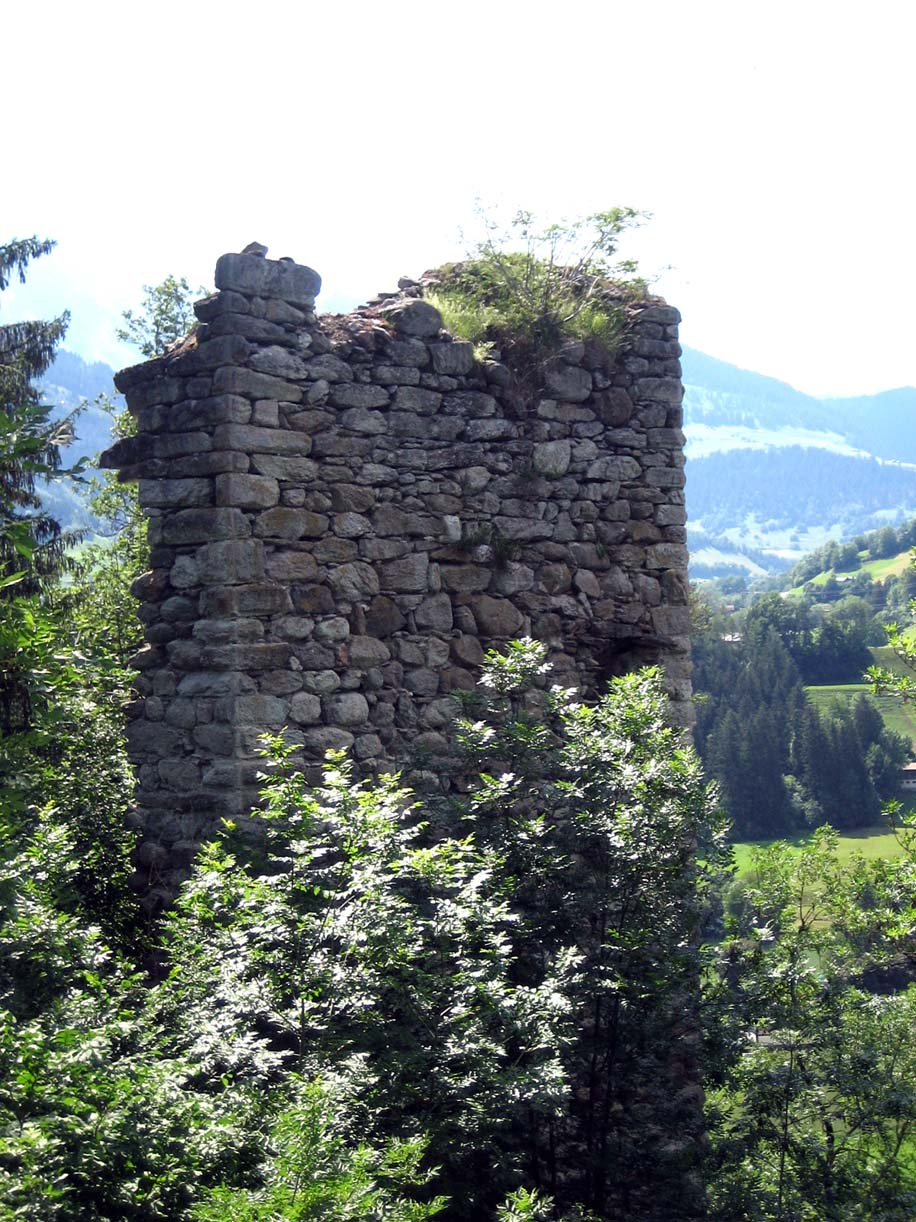
Ruine Grüneck

Die Schmid von Grüneck (auch Grünegg) waren vom 14. bis zum 18. Jahrhundert das bedeutendste Adelsgeschlecht der Stadt Ilanz in der Surselva im schweizerischen Kanton Graubünden. 

## Geschichte
1544 wurde die Familie von Kaiser  Karl V. in den Adelsstand erhoben und durfte das Prädikat «von Grüneck» tragen nach der gleichnamigen Burg, die allerdings schon damals Ruine war. Die Schmid führten in ihrem Wappen eine aufrechte Schlange, das Berufssymbol der Schmiede. 

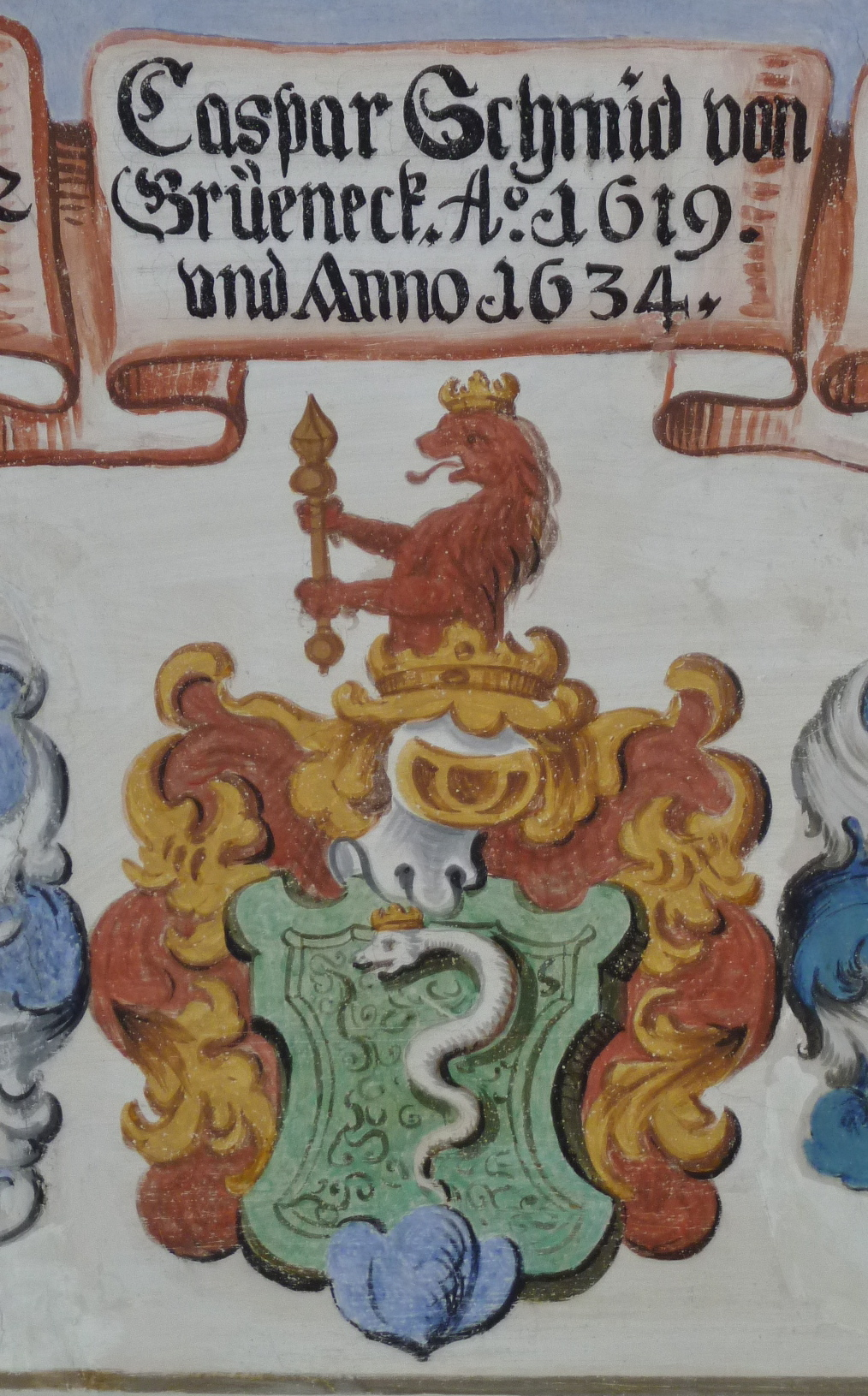
Familienwappen

Hans Jakob Schmid von Grüneck, der Besitzer des Hauses Schmid am Obertor, heute Haus Calonder, war Landammann und bündnerischer Kommissar in Chiavenna. Sechs Vertreter der Familie, darunter Johann Anton Schmid, der Erbauer der Casa Gronda, waren Landrichter des Grauen Bundes. Mehrere Vertreter der Schmid waren Heerführer in den europäischen Heeren des 17. und 18. Jahrhunderts. 
In Ilanz erinnern neben zwei Häusern die Wappen und Inschriften am Obertor an das einflussreiche Geschlecht, das die Geschicke der ersten Stadt am Rhein über Jahrhunderte hinweg entscheidend mitgeprägte. Der Initiative der Familie Schmid von Grüneck verdankte die Stadt auch die Hilfe der reformierten Städte Zürich und Bern bei der Vollendung des Wiederaufbaues ihrer Mauern nach dem Stadtbrand von 1483 und beim Schmuck ihrer Tore in den Jahren 1715 bis 1717. Johann Jacob Conradin, der letzte männliche Vertreter des Hauses Grüneck, starb 1695; 1836 verstarb die letzte weibliche Schmid von Grüneck der Ilanzer Linie.
Die Casa Carniec war die älteste Wohnstätte der Adelsfamilie Schmid. Die Gewölbe im Keller und Erdgeschoss stammen aus dem Hochmittelalter. Der ehemalige Festsaal ist mit Wandmalereien aus der Mitte des 16. Jahrhunderts geschmückt. Die Bilder wurden «al secco» auf den trockenen Verputz gemalt. Die Motive sind eingebettet in Blumen-, Wein- und Eichenranken. Die ursprünglich rings um den Raum verlaufenden Bildbänder wurden durch bauliche Eingriffe teilweise zerstört. 1996–1998 wurden die Bilder restauriert.
1980 wurde die Casa Carniec von der ein Jahr zuvor gegründeten Stiftung «Museum Regiunal Surselva» erworben.

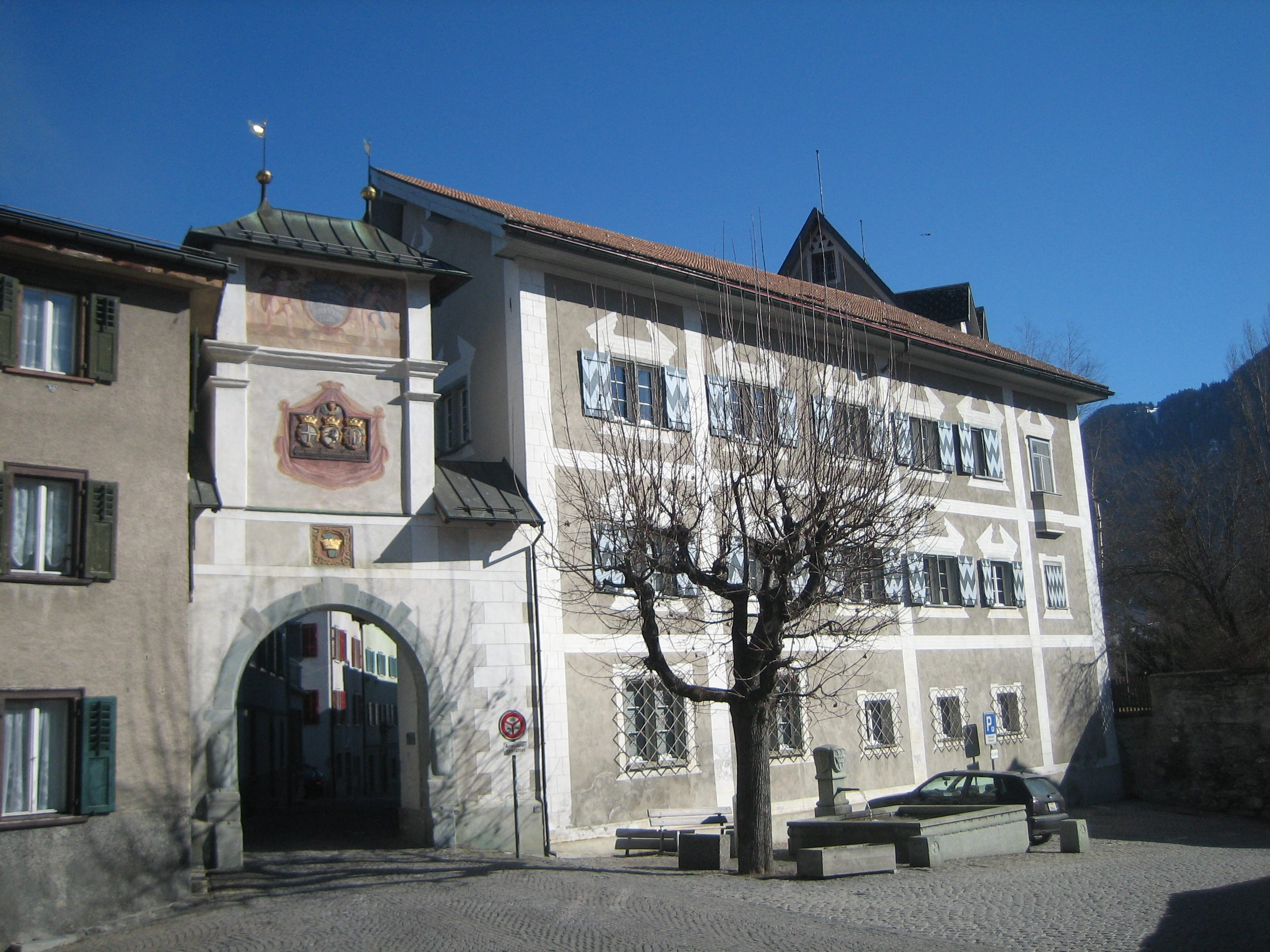
Haus Schmid am Obertor Casa Carniec, heute Museum Regiunal Surselva
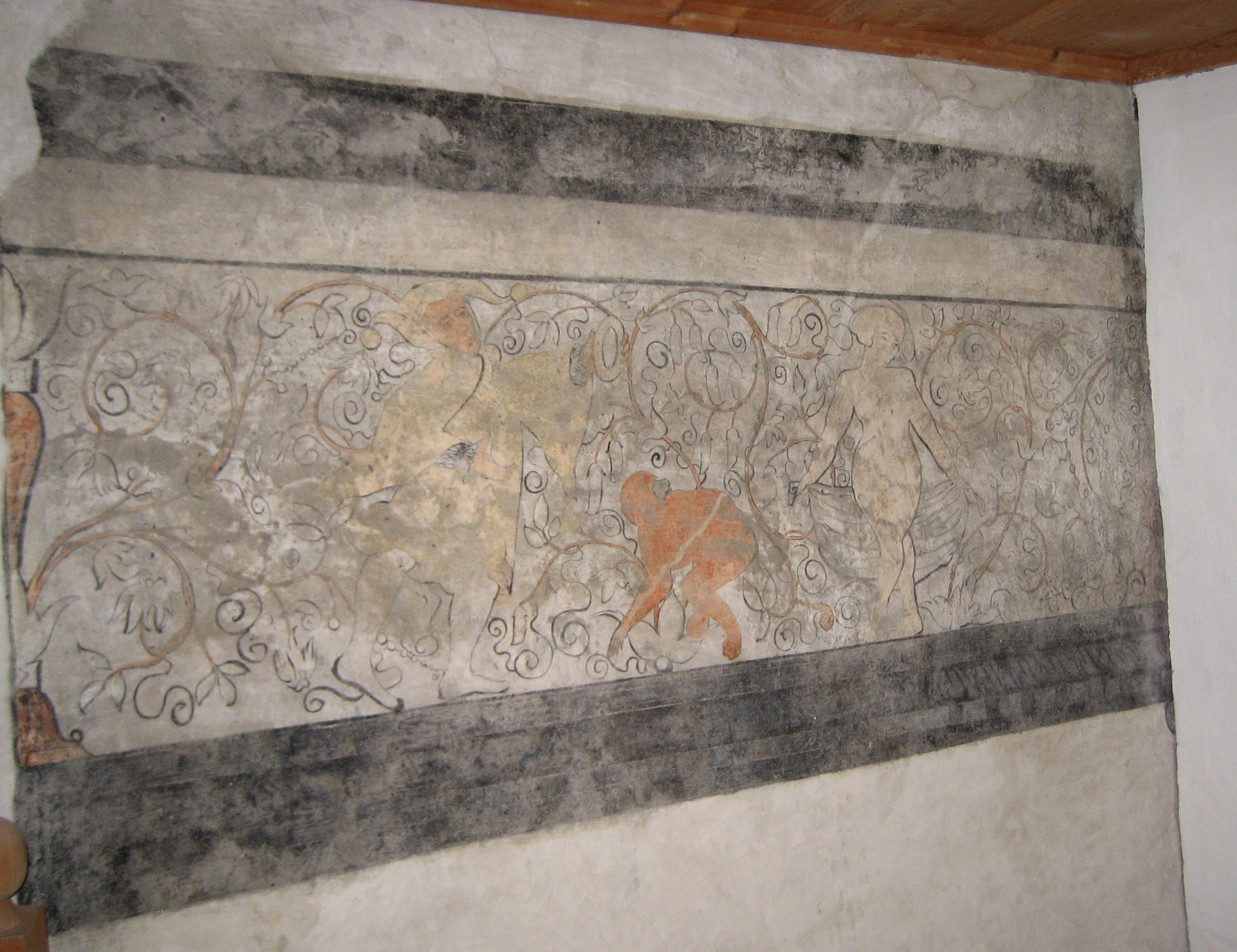
Affe, Narr mit Spiegel in der Hand, rechts die Göttin Fortuna
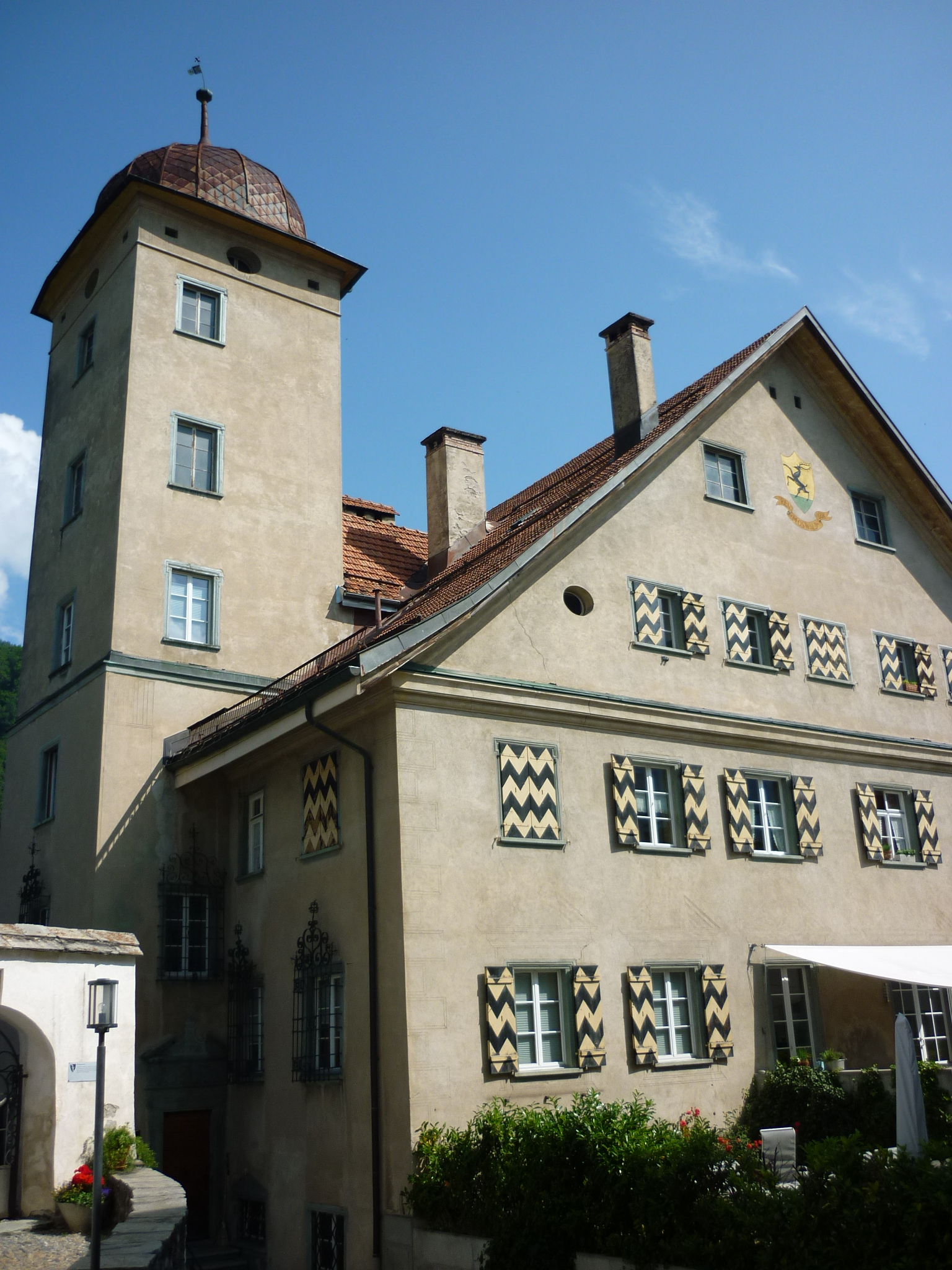
Casa Gronda, erbaut von Johann Anton Schmid von Grüneck
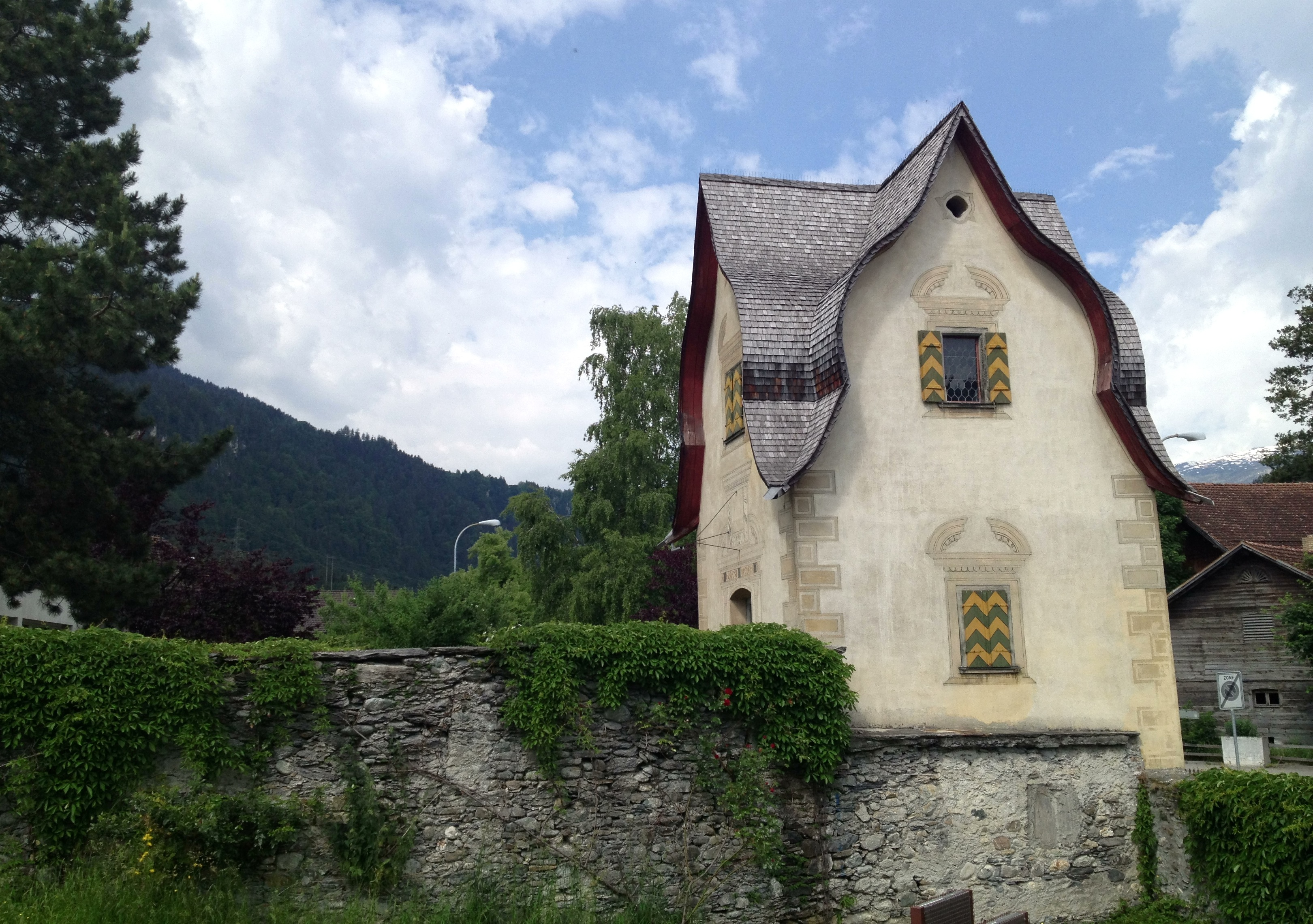
Gartenhaus der Schmid von Grüneck

## Personen

### Reformierte Linie
- Jacob Schmid, 1544 mit dem Prädikat „von Grüneck“ geadelt
- Hans Jakob Schmid von Grüneck, kauft das Herrenhaus „Am Obertor“ in Illanz
- Jacob Schmid von Grüneck (* 1579 † 1644), Dr. jur. utr. Gesandter der Drei Bünde[3]
- Caspar Schmid von Grüneck (1580–1659), Bruder des Jacob, Landrichter, Gesandter der Drei Bünde[4]
- Christoffel Schmid von Grüneck (1671–1730), Landammann und Soldat, Generalmajor[5]

### Katholische Linie
- Georg Schmid von Grüneck (* 1851 † 1932) Bischof von Chur